# جوليس مونشن
جوليس مونشن (بالإنجليزية: Jules Munshin)‏ هو ممثل أمريكي، ولد في 22 فبراير 1915 بنيويورك في الولايات المتحدة، وتوفي بنفس المكان في 19 فبراير 1970 بسبب نوبة قلبية.

## أعمال

### أفلام
- (1948) عرض عيد الفصح
- (1950) يوم في المدينة

## وصلات خارجية
- جوليس مونشن على موقع IMDb (الإنجليزية)
- جوليس مونشن على موقع الموسوعة البريطانية (الإنجليزية)
- جوليس مونشن على موقع ميوزك برينز (الإنجليزية)
- جوليس مونشن على موقع أول موفي (الإنجليزية)
- جوليس مونشن على موقع قاعدة بيانات برودواي على الإنترنت (الإنجليزية)
- جوليس مونشن على موقع قاعدة بيانات برودواي على الإنترنت (الإنجليزية)
- جوليس مونشن على موقع قاعدة بيانات الأفلام السويدية (السويدية)
- جوليس مونشن على موقع إن إن دي بي (الإنجليزية)
- جوليس مونشن على موقع ديسكوغز (الإنجليزية)
- جوليس مونشن على موقع قاعدة بيانات الفيلم (الإنجليزية)